# Daniel Rossen
Daniel Rossen (* 5. August 1982 in Los Angeles) ist ein US-amerikanischer Musiker und Filmkomponist.

## Leben und Karriere

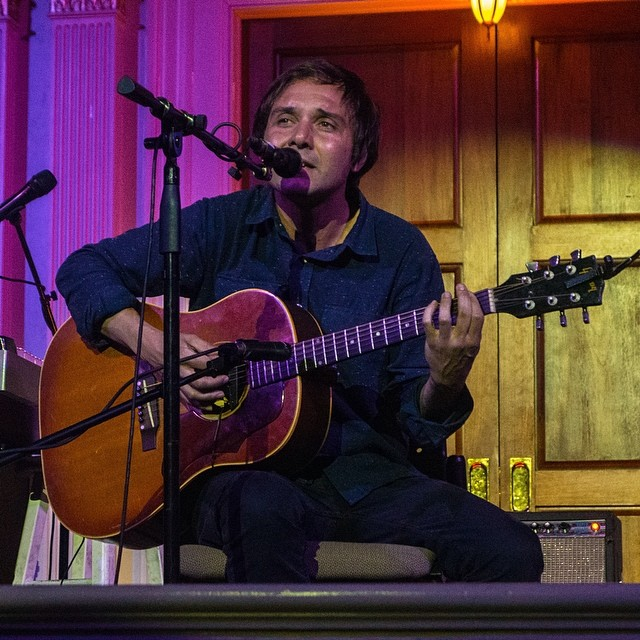
Rossen bei einem Auftritt im Jahr 2014

Daniel Rossen gründete gemeinsam mit Christopher Bear die Indie-Rock-Band Grizzly Bear. Ihre Musik fand in zahlreichen Filmen und Fernsehproduktionen Verwendung.
Rossen hat neben mehreren Alben mit der Band auch Musik unter seinem eigenen Namen und gemeinsam mit seinem Kommilitonen von der New York University Fred Nicolaus unter dem Namen Department of Eagles veröffentlicht. Ohne die Band Grizzly Bear komponierte Rossen auch die Musik für Filme wie Blue Valentine von Derek Cianfrance und Valedictorian von Matthew Yeager. Im April 2022 veröffentlichte Rossen bei Warp Records sein Soloalbum mit dem Titel You Belong There.